# Laornis
Laornis là một chi chim tiền sử, với chỉ một mẫu vật được biết đến YPM 820 được phát hiện vào cuối thế kỷ 19.